# Лопес-Суберо, Давид
Давид Лопес-Суберо (исп. David López-Zubero Purcell; род. 11 февраля 1959, Джексонвилл, Флорида) — испанский пловец, чемпион Средиземноморских игр, призёр чемпионата Европы и летних Олимпийских игр 1980 года в Москве, участник трёх Олимпиад.

## Карьера
Специализировался на плавании баттерфляем. На Олимпийских играх 1976 года в Монреале выступал в плавании вольным стилем на 200, 400 метров и эстафете 4×200 метров. Во всех трёх дисциплинах Суберо не удалось пробиться в финальные заплывы.
На следующей Олимпиаде в Москве Лопес-Суберо представлял свою страну в пяти дисциплинах: плавании на 100 и 200 метров вольным стилем, 100 метров баттерфляем и эстафетах 4×200 метров вольным стилем и баттерфляем. На дистанции 100 баттерфляем Суберо стал бронзовым призёром Олимпиады с результатом 55,13 с, уступив олимпийскому чемпиону шведу Перу Арвидссону (54,92 с) и немцу Рогеру Питтелю (54,94 с). В остальных дисциплинах Суберо выбыл из борьбы за медали на предварительной стадии.
На Олимпиаде 1984 года в Лос-Анджелесе Суберо выступал в плавании на 100 метров баттерфляем и эстафете 4×200 метров вольным стилем. В первой дисциплине он занял 12-е место, а во второй сборная Испании стала 11-й.

## Семья
Младший брат Давида Мартин Лопес-Суберо (1969) — известный пловец, чемпион летних Олимпийских игр 1992 года в Барселоне.